# ماريسا برونر
ماريسا برونر (28 مايو 1982 بأراو في سويسرا - ) هي لاعبة كرة قدم سويسرية في مركز حراسة المرمى. شاركت مع منتخب سويسرا لكرة القدم للسيدات. أما مع النوادي، فقد لعبت مع نادي آراو ونادي فرايبورغ وSC Sand ‏ وFC Luzern Frauen ‏.

## وصلات خارجية
- ماريسا برونر على موقع الاتحاد الأوربي (الإنجليزية)
- ماريسا برونر على موقع قاعدة بيانات كرة القدم.إي يو (الإنجليزية)
- ماريسا برونر على موقع Soccerway.com (الإنجليزية)